# Abe Sapien
Abraham « Abe » Sapien (né Langdon Everett Caul) est un personnage du comics Hellboy créé par Mike Mignola. Il apparaît pour la première fois dans la mini-série Seeds of Destruction en 1994 (publiée en France en 2002 sous le titre Les Germes de la destruction).
Il est identifié comme un Icthyo sapiens, une sorte de triton.
Une série dérivée, sobrement intitulée Abe Sapien, lui est par la suite consacrée.

## Biographie fictive
Langdon Everett Caul est un scientifique de l'Époque victorienne et un homme d'affaires. Il s'installe à Littleport en 1853 et se marie à Edith Howard en 1861.
Il est impliqué dans la Oannès Society, une organisation occulte qui croyait que la vie et toutes les connaissances étaient venues de la mer. Après la découverte d'une étrange méduse dans une ruine sous-marine, Caul et les autres membres exécutent un rituel mystérieux. Mais un accident se produit, la créature est libérée et métamorphose Caul en Icthyo sapien. La société croit que Langdon est la réincarnation d'Oannès, ils l'enferment dans un grand tube d'eau, dans un laboratoire caché au-dessous de l'hôpital Saint Trinian de Washington, en attendant que le corps soit formé entièrement. Mais l'hôpital est abandonné à la suite du début de la Guerre de Sécession. La date de la dernière apparition de Caul est datée du 22 février 1865.
Le tube n'est retrouvé qu'en novembre 1978 par des ouvriers. Le tube porte l'inscription « Ichtyo Sapien April 14 1865 ». La date du 14 avril 1865 étant le jour où John Wilkes Booth assassina le président Abraham  Lincoln... La créature est donnée au BPRD, le Bureau de Recherche et de Défense sur le Paranormal (Bureau for Paranormal Research and Defense dans la version originale). Il est nommé Abraham Sapien en référence à l'inscription sur le tube. Les scientifiques du BPRD veulent le disséquer mais Abraham est sauvé par Hellboy, un démon travaillant au BPRD. Abraham devient un agent du bureau et obtient sa première mission avec Hellboy en 1981.
Abraham a été pris en main par le professeur Trevor Bruttenholm, le père adoptif de Hellboy. Le professeur lui a fait découvrir la littérature et lui fait lire de nombreux livres, parfois plusieurs en même temps.
Au BPRD, il passe son temps libre dans son bassin à lire et manger des œufs pourris, plus particulièrement les « Œufs de cent ans ».

## Œuvres où le personnage apparaît

### Comics
- Abe Sapien: Drums of the Dead (1 numéro, 4 mars 1998) de Mike Mignola, Brian McDonald & Derek Thompson.
- Hellboy: Box Full of Evil (2 numéros, août-septembre, 1999) de Mike Mignola, Matthew Dow Smith & Ryan Sook.
- Hellboy: Darkness Calls de Mike Mignola & Duncan Fegredo

- B.P.R.D.: Hollow Earth and Other Stories
- B.P.R.D.: The Soul of Venice and Other Stories
- B.P.R.D.: Plague of Frogs
- B.P.R.D.: The Dead
- B.P.R.D.: The Black Flame
- B.P.R.D.: The Universal Machine
- B.P.R.D.: Garden of Souls
- B.P.R.D.: Killing Ground
- B.P.R.D.: The Warning
- B.P.R.D.: The Black Goddess

- Abe Sapien: The Drowning (5 numéros, février-juin 2008) de Mike Mignola & Jason Shawn Alexander.

### Films
- 2004 : Hellboy de Guillermo del Toro.

Abe Sapien est incarné par l'acteur contorsionniste Doug Jones. Cependant c'est l'acteur David Hyde Pierce qui lui prête sa voix. Celui-ci a refusé d'être crédité au générique, par respect pour la prestation de Doug Jones. Dans le film, Abe est davantage un sujet psi avec des capacités de perceptions extra-sensorielles. Il ressemble à un dauphin, avec un lobe frontal similaire au mammifère marin. Il est capable de recevoir les informations psychiques des gens comme les cétacés utilisent leur sonar. Dans le film, il peut rester longtemps hors de son bassin grâce à un système de collier rempli d'eau. Malgré ses nombreux dons, Abe n'est parvenu qu'à compléter deux faces d'un rubik's Cube en 20 ans.
En mission, il est souvent surnommé « Bleu » car Hellboy est « Rouge ».
- 2008 : Hellboy II : Les Légions d'or maudites (Hellboy II: The Golden Army) de Guillermo del Toro.

Il est à nouveau incarné par Doug Jones dans cette suite. Abe est le premier à découvrir que Liz est enceinte de Hellboy. Abe tombe amoureux de Nuala, la Princesse des Elfes.
- 2019 :  Hellboy de Neil Marshall

À la fin du film, on aperçoit, derrière un mur brisé, un grand tube d'eau portant le nom "Icthyo Sapien", une main se pose sur la vitre. Cette scène laisse à penser que le personnage sera introduit dans le prochain opus.

### OAV
Après le succès du film Hellboy, des films d'animation ont été commercialisés en DVD :
- Hellboy : Le Sabre des tempêtes (Hellboy: Sword of Storms, Phil Weinstein et Tad Stone, 2006) (avec la voix de Doug Jones)
- Hellboy : De Sang et de fer (Hellboy Animated: Blood and Iron, Victor Cook Tad Stone, 2007) (avec la voix de Doug Jones)

### Jeu vidéo
- 2008 : Hellboy: The Science of Evil